# Toyger
| Toyger                             | Toyger                             |
| Standard - TICA (PDF-Datei; 76 kB) | Standard - TICA (PDF-Datei; 76 kB) |
| ---------------------------------- | ---------------------------------- |
| Schulterhöhe                       |                                    |
| Länge                              |                                    |
| Gewicht                            | Kater: Ø 5,5 kg Kätzin: Ø 4 kg     |
| erlaubte Farben                    | brown tabby                        |
| nicht erlaubte Farben              | alle anderen                       |
| erlaubte Fellzeichnung             | mackerel                           |
| nicht erlaubte Fellzeichnung       | alle anderen                       |
| Liste der Katzenrassen             |                                    |

Die Toyger ist eine Hauskatzenrasse, die einen kleinen Tiger (von toy tiger, Spielzeug-Tiger) darstellen soll. Sie wird derzeit von der amerikanischen The International Cat Association (TICA) anerkannt.

## Geschichte
In den späten 1980er Jahren begann Judy Sugden eine Katze zu kreieren, deren Farbe und Zeichnung denen des Tigers entspricht. Dazu musste sie das getigerte Tabby so verstärken und ändern, dass die Bänder geschlossen am Körper nach unten laufen und auch im Gesicht und an den Schläfen vorhanden sind. Grundlage für ihr Zuchtprogramm war der Bengal-Kater Millwood Rumpled Spotskin und die Hauskatze Scrapmetal. 1993 kam noch die indische Straßenkatze Jammu Blu dazu, die zwischen ihren Ohren nicht die regulären Tabby-Streifen, sondern Punkte hatte. Ab diesem Jahr wurde die Toyger von der TICA im Zuchtbuch registriert und ab 2000 als neue Rasse auf Ausstellungen zugelassen. Die volle Anerkennung bei der TICA wurde 2007 ausgesprochen. Bislang (Stand Juli 2009) hat noch keine andere Organisation die Toyger anerkannt.

## Aussehen
Die Toyger ist eine Designer-Katze. Sie ist eine mittelgroße Hauskatze, die den Großkatzen in der Zeichnung, dem Typ, dem Selbstbewusstsein und den Bewegungen ähnelt. Der Kopf ist lang und breit. Die Ohren sind rund und klein. Die Augen ebenso und sitzen tief im Schädel. Das Kinn ist sehr stark ausgebildet. Die Nase ist lang und breit. Der Körper ist mittelgroß, lang und muskulös. Die Schultern können die Rückenlinie unterbrechen. Die Brust ist breit. Die Beine sind mittellang, gleich lang vorne und hinten. Der Abstand Boden zu Körper ist gleich groß wie die Körperhöhe. Die Pfoten sind groß. Der Schwanz ist sehr lang und hat ein gerundetes Ende. Die Knochen sind sehr groß, die Katze ist nie zierlich. Sie ist sehr muskulös und athletisch. Als Farbe ist nur brown tabby mackerel anerkannt.

## Zukunft
Da schon im Standard festgehalten ist, dass die Toyger eine „Designer-Katze“ ist, wird ihre Zukunft auch so gehandhabt. Mittels Morphing versuchen die beteiligten Züchter, ihr Zuchtziel in Bildern festzuhalten. Damit soll es ihnen leichter möglich sein, dieses Zuchtziel, den Tiger für das Wohnzimmer, zu erreichen.